# Защитные волокна
Защитные волокна — один из элементов защиты банкнот и другой защищённой продукции от подделки. Представляет собой волокна, внедрённые в банкнотную бумагу на стадии её изготовления.
Волокна обычно хлопковые или текстильные. Они тонкие и достаточно длинные (от 4 до 6—8 мм). Располагаются волокна в толще бумажного листа, как правило в местах, свободных от печати, для удобства их проверки. Они могут быть как цветными, легко различимыми невооружённым глазом, так и бесцветными, светящимися разными цветами под ультрафиолетовым излучением. Волокна могут иметь особый профиль, видимый только под микроскопом.
Волокна являются достаточно хорошим защитным признаком, так как они препятствуют использованию фальшивомонетчиками обычной бумаги, в которой таких волокон нет. Кроме того, стоимость этого защитного элемента сравнительно низкая. При подделке банкнот волокна, как правило, дорисовываются (допечатываются), либо вдавливаются в бумагу. Допечатанные волокна могут состоять из цветных точек и являться результатом неумышленной имитации при копировании изображения. При впрессовывании волокон в бумагу появляется рельеф, ощутимый на ощупь.
Российский Гознак разработал два новых вида защитных волокон: «Профилированные» и «Зона». «Профилированные» имеют профиль в виде различных геометрических фигур, они предназначены для экспертной оценки подлинности. Волокна «Зона» могут служить как для экспертной, так и для публичной оценки подлинности. Они используются в российских рублях начиная с модификации 2004 года. Волокна «Зона» представляют собой цепочки цилиндров, диаметр которых меняется ступенчато, причём каждая такая «ступень» может быть как бесцветной, так и иметь определённый цвет. В настоящее время в российских рублях применяются красные, светло-зелёные, двухцветные и серые защитные волокна.